# Le Bourgneuf-la-Forêt
Le Bourgneuf-la-Forêt là một xã thuộc tỉnh Mayenne trong vùng Pays de la Loire tây bắc nước Pháp. Xã này nằm ở khu vực có độ cao trung bình 158 mét trên mực nước biển.